# Битка за острво Вејк
Битка за острво Вејк (енгл. Battle of Wake Island), вођена 11−23. децембра 1941, била је део јапанске офанзиве на Пацифику у Другом светском рату. Америчка посада острва, нападнута непосредно после битке код Перл Харбора (7. децембра 1941), одбила је први јапански напад са тешким губицима и принудила Јапанце да траже појачања. У другом нападу, Јапанци су ангажовали читаву армаду (укључујући и 2 носача авиона) против неколико стотина америчких бранилаца и заузели острво.

## Позадина
Вејк је скупина усамљених америчких острва у северном делу Тихог океана, 3.701 км западно од Хонолулуа, укупне површине 7.8 км2. Састоје се од 3 корална атола (Вејк, Пил (Peale Island) и Вилкс (Wilkes Island), која леже на свега 6-7 м надморске висине, обрасла кокосовим палмама. Централно острво је Вилкс. Острва је 1796. открио амерички капетан Виљем Вејк (William Wake), по коме су и добила име. Поморски официр САД Чарлс Вилкс (Charles Wilkes, 1798-1877) и истраживач Тицијан Пил (Titian Peale, 1799-1885) стигли су на Вејк 1841: по њима су друга два атола добила име. САД су анектирале Вејк 4. јула 1898. Под управу САД стављена су 1934, и на њима је изграђен аеродром и поморско-ваздухопловна и подморничка база. Уочи напада, острва су имала око 1.000 становника.

## Битка
Американци су 1941. почели утврђивати острво и градити ваздухопловну и поморску базу. Непосредно пред јапански напад, одбрану Вејка чинили су 6 батерија обалске артиљерије 127 и 75 мм, неколико батерија ПАА, 12 ловачких авиона и око 500 војника. Према јапанском ратном плану, Вејк је требало заузети у почетној фази рата, уредити га као поморско-ваздухоловну базу и укључити у спољни одбрамбени појас освојених подручја Тихог океана.

### Америчка победа 11. децембра
У муњевитом продору у Југоисточну Азију, Јапанци су 11. децембра 1941. покушали да се искрцају на Вејк. За освајање острва упућен је десантни одред јачине 1 крстарица, 2 разарача и око 450 људи у првом, и неколико транспортних бродова у другом ешелону. Осигурање десанта вршили су 2 лаке крстарице, 6 разарача и 2 подморнице. Док су се јапанске снаге приближавале острву, јапански авиони су 8. и 9. децембра снажно бомбардовали  острво са база на Маршаловим острвима. Изненадним нападом уништено је на аеродрому 9 америчких авиона, оштећене су инсталације, постројења и неколико оруђа обалске артиљерије.
Међутим, посада Вејка успела је да поново успостави одбрамбени систем и спремно је дочекала Јапанце. Кад се јапански десант приближио 11. децембра на око 7 км од Вејка и десантни чамци под заштитом ватре крстарица и разарача кренули ка острву, наишли су на снажан отпор америчке обалске артиљерије и преосталих ловаца. Уз губитак 2 разарача Јапанци су одбијени и принуђени на повлачење.

### Јапанска победа 23. децембра
После освајања Гвама и Трука, Јапанци су 20. децембра упутили нове снаге (састава 2 носача авиона, 6 крстарица, већи број разарача и транспортних бродова, са око 2.000 људи) ради освајања Вејка. После снажног бомбардивања, Јапанци су лако заузели острво 23. децембра и држали га све до капитулације Јапана 1945.